# Vine Deloria, Jr.
Vine Deloria, Jr. (né le 26 mars 1933 à Martin au Dakota du Sud et mort le 13 novembre 2005 à Golden au Colorado) est un écrivain, historien, juriste,  théologien, universitaire et militant américain d'origine amérindienne. 
Il est connu pour son ouvrage Custer Died for Your Sins: An Indian Manifesto (1969), qui a fortement contribué (avec l'American Indian Movement, la même année) à attirer l'attention sur le sort des Amérindiens.

## Biographie
Vine Deloria, Jr. a grandi dans la réserve sioux de Standing Rock, dans une famille renommée d'Amérindiens. Ella Cara Deloria est sa tante.
Ses archives sont conservées par la Bibliothèque Beinecke de livres rares et manuscrits de l'université Yale, à New Haven au Connecticut 

## Publications
- Aggressions of Civilization: Federal Indian Policy Since The 1880s, Philadelphia, Temple University Press, 1984.  (ISBN 0-87722-349-1).
- American Indian Policy In The Twentieth Century, Norman: University of Oklahoma Press, 1985.  (ISBN 0-8061-1897-0).
- American Indians, American Justice, Austin: University of Texas Press, 1983.  (ISBN 0-292-73834-X).
- Behind the Trail of Broken Treaties: An Indian Declaration of Independence, New York, Dell Publishing Co., 1974.
- A Better Day for Indians, New York, Field Foundation, 1976.
- A Brief History of the Federal Responsibility to the American Indian, Washington, Dept. of Health, Education, and Welfare, 1979,
- Custer Died For Your Sins: An Indian Manifesto, New York: Macmillan, 1969.  (ISBN 0-8061-2129-7)
- For This Land: Writings on Religion in America, New York: Routledge, 1999.  (ISBN 0-415-92114-7).
- Frank Waters: Man and Mystic, Athens, Swallow Press, Ohio University Press, 1993.  (ISBN 0-8040-0978-3).
- Genocide of the Mind: New Native American Writing (avec Marijo Moore), New York: Nation Books, 2003.  (ISBN 1-56025-511-0).
- God Is Red: A Native View of Religion, Golden, Colorado: North American Press, 1994.  (ISBN 1-55591-176-5).
- The Indian Affair, New York, Friendship Press, 1974.  (ISBN 0-377-00023-X).
- Indians of the Pacific Northwest, New York, Doubleday, 1977.  (ISBN 0-385-09790-5).
- The Metaphysics of Modern Existence, San Francisco, Harper & Row, 1979.  (ISBN 0-06-450250-3).
- The Nations Within: The Past and Future of American Indian Sovereignty, New York, Pantheon Books, 1984.  (ISBN 0-394-72566-2).
- Of Utmost Good Faith, San Francisco: Straight Arrow Books, 1971.
- Red Earth, White Lies|Red Earth, White Lies: Native Americans and the Myth of Scientific Fact, New York, Scribner, 1995.  (ISBN 0-684-80700-9).
- The Red Man in the New World Drama: A Politico-legal Study with a Pageantry of American Indian History, New York, Macmillan, 1971.
- Reminiscences of Vine V. Deloria, Yankton Sioux Tribe of South Dakota 1970, New York Times oral history program: American Indian oral history research project. Part II; no. 82.
- The Right To Know: A Paper, Washington, D.C., Office of Library and Information Services, U.S. Dept. of the Interior, 1978.
- A Sender of Words: Essays in Memory of John G. Neihardt, Salt Lake City, Howe Brothers, 1984.  (ISBN 0-935704-22-1).
- Singing For A Spirit: A Portrait of the Dakota Sioux, Santa Fe, N.M., Clear Light Publishers, 1999.  (ISBN 1-57416-025-7).
- Spirit and Reason: The Vine Deloria, Jr., Reader, Golden, Colorado, Fulcrum Pub, 1999.  (ISBN 1-55591-430-6).
- Tribes, Treaties, and Constitutional Tribulations (avec Wilkins, David E.), Austin: University of Texas Press, 1999.  (ISBN 0-292-71607-9).
- We Talk, You Listen; New Tribes, New Turf, New York, Macmillan, 1970.
- Evolution, Creationism, and Other Modern Myths, Golden, Colorado, Fulcrum Pub, 2004.  (ISBN 1555914586)
- The World We Used to Live In: Remembering the Powers of the Medicine Men,Fulcrum Publishing, Golden, CO., 2006.  (ISBN 1-55591-564-7).